# Xã Tippecanoe, Quận Carroll, Indiana
Xã Tippecanoe (tiếng Anh: Tippecanoe Township) là một xã thuộc quận Carroll, tiểu bang Indiana, Hoa Kỳ. Năm 2010, dân số của xã này là 2.341 người.